# مجارهای اسلواکی

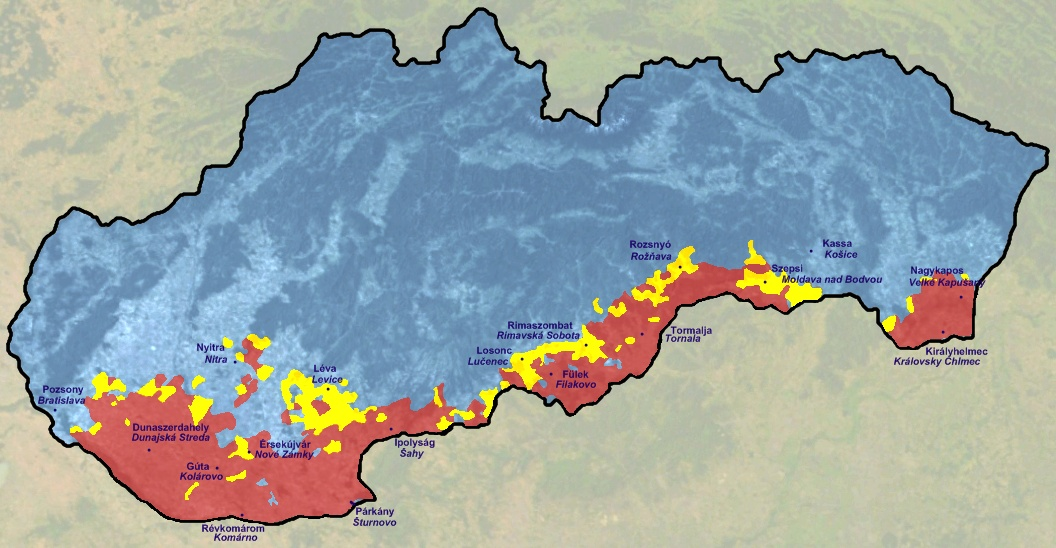
مناطقی در جنوب اسلواکی که مجاری تبارها در آن ساکن هستند.

مجارهای اسلواکی بزرگترین اقلیت قومی این کشور هستند که تعدادشان به 458,467 نفر می‌رسد و %8.5 جمعیت کل هستند. (سرشماری 2011).
آنها بیشتر در قسمت جنوبی کشور، نزدیک مرز مجارستان متمرکز هستند.
آنها در دو ناحیه اسلواکی اکثریت هستند: کومارنو و دونایسکا استردا.